# 우분투 버지

로고

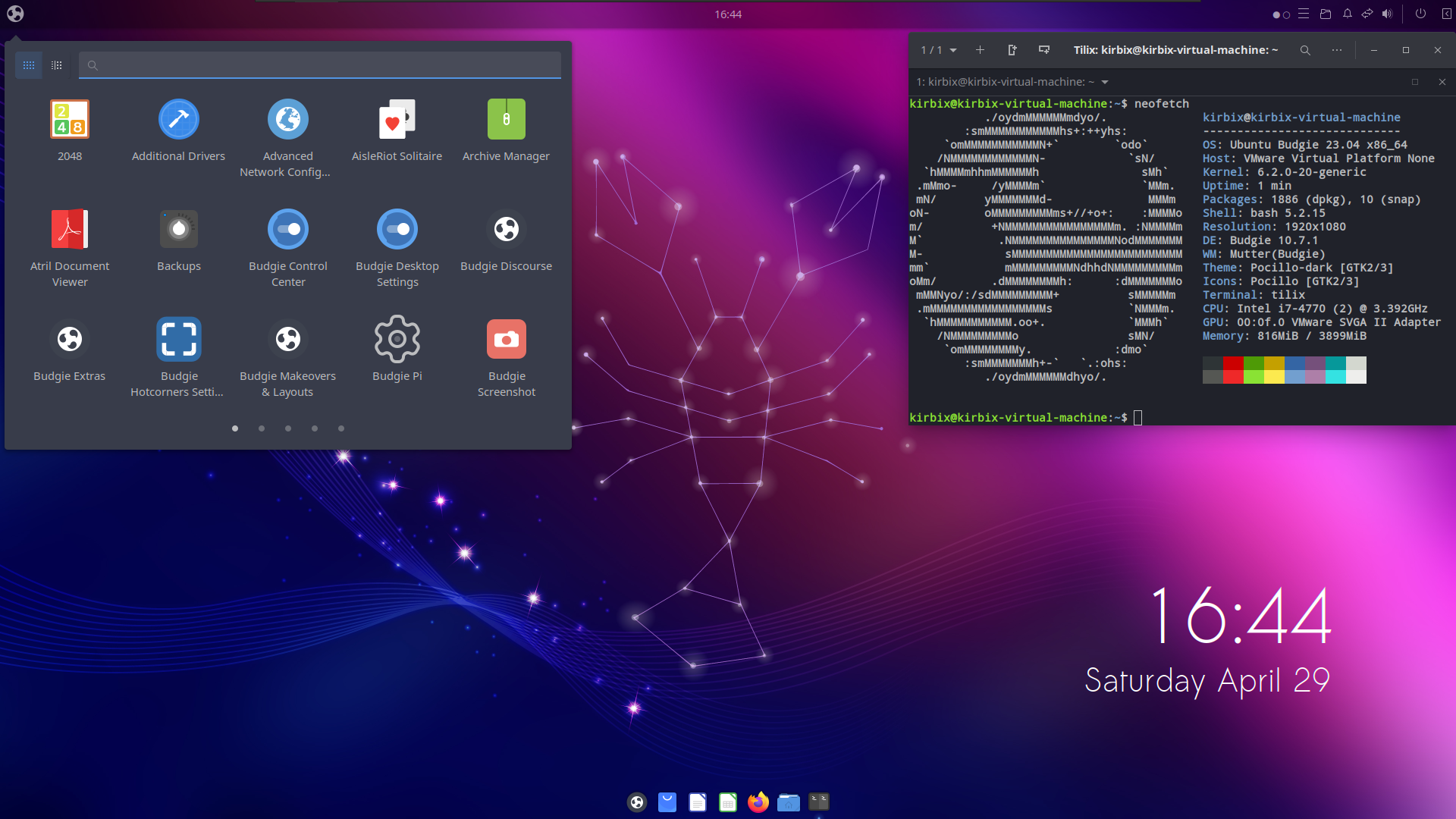
스크린샷

우분투 버지(Ubuntu Budgie)는 우분투의 공식 커뮤니티 버전이다. 우분투 기반 시스템과 독립적으로 개발된 Budgie 데스크톱 환경을 결합한다.

## 역사
우분투 버지는 "budgie-remix"라고 하는 우분투 16.04 LTS와 병행하여 비공식 커뮤니티 버전으로 시작되었다. budgie-remix 16.10은 나중에 우분투 16.10에 대해 발표된 기간을 엄격하게 준수하여 출시되었다.
결국 우분투의 공식 커뮤니티 버전으로 인식되었으며 우분투 버지로 브랜드가 변경되었다.
2017년 11월, 빈센조 보비노(Vincenzo Bovino)가 새로운 브랜드 및 홍보 매니저로 선임되었다.
우분투 버지 17.04는 2017년 4월에 출시되었으며, 2017년 10월에 버전 17.10으로 업데이트 되었다.
32비트 지원은 18.10 릴리스부터 우분투 버지 및 우분투 마테에서 더 이상 사용되지 않는다.